# Bertran Carbonel
Bertran Carbonel fue un trovador natural de Marsella cuyas fechas de nacimiento y muerte se desconocen. Por los personajes históricos que cita en sus composiciones se deduce que escribió entre 1252 y 1265. De su obra se conservan 18 poesías y 94 coblas (composiciones cortas).